# 范里斯冰川
86°25′S 148°0′W / 86.417°S 148.000°W
范里斯冰川（英語：Van Reeth Glacier）是南極洲的冰川，位於瑪麗伯德地，處於毛德王后山脈，全長37公里，最終注入斯科特冰川，在1934年12月由美國探險隊發現，現時由南極條約體系管理。